# Квіткокол колумбійський
Квіткокол колумбійський (Diglossa gloriosissima) — вид горобцеподібних птахів родини саякових (Thraupidae). Ендемік Колумбії.

## Опис

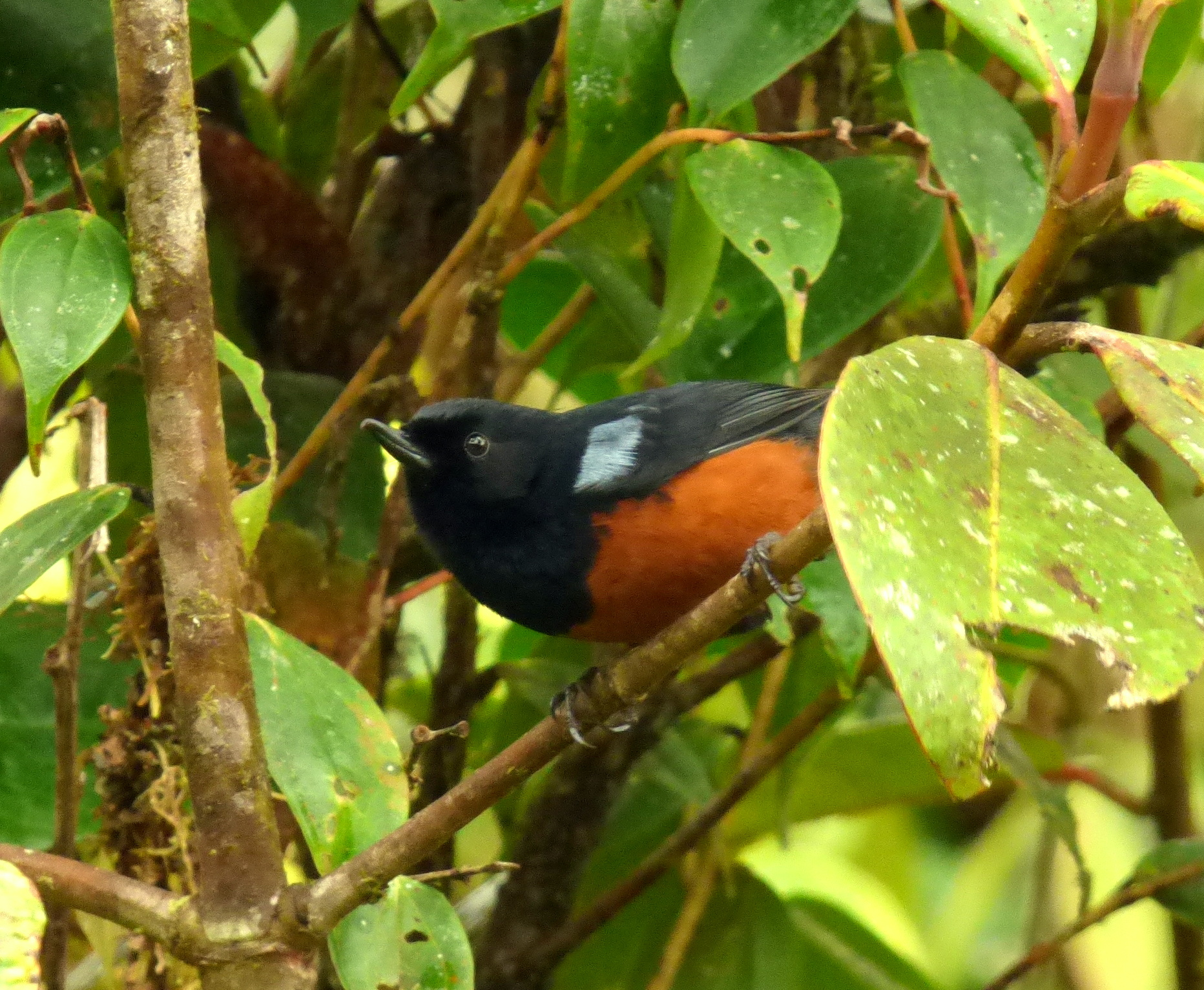
Колумбійський квіткокол

Довжина птаха становить 14-15 см. У самців голова, горло, верхня частина грудей і верхня частина тіла чорні, блискучі. Нижня частина грудей і живіт рудувато-каштанові, гузка чорна. На плечах синювато-сірі плями, надхвістя сірувате. Дзьоб чорний, вигнутий догори, на кінці гачкуватий, лапи сірі. У самиць надхвістя синювато-сіре. Молоді птахи мають більш тьмяне забарвлення, синювато-сірі плями в їх оперенні відсутні. Нижня частина грудей і живіт рудувато-каштанові, поцятковані чорними смужками. Дзьоб знизу біля основи жовтий. У представників підвиду D. g. boylei боки і гузка також рудувато-каштанові.

## Підвиди
Виділяють два підвиди:
- D. g. gloriosissima Chapman, 1912 — гора Мунчіке[en] (департамент Каука на південному заході Колумбії);
- D. g. boylei Graves, GR, 1990 — гори Парамо-Фронтіно[es] і Парамільо[en] (департамент Антіокія на північному заході Колумбії).

## Поширення й екологія
Колумбійські квіткоколи локально поширені в горах Західного хребта Колумбійських Анд. Раніше вони були відомі лише з гір Мунчіке, Парамо-Фронтіно і Парамільо. З 1965 року вид не спостерігався протягом 40 років, однак на початку 2000-х років дослідними почали відкривати колумбійських квіткоколів у нових місцях — в горах Фаральонес-дель-Чітара, в Національному парку Татама, в горах Серранія-дель-Пінче та в інших місцевостях. Вид залишається слабо дослденим через важкодоступність гірських піків Західного хребта.
Колумбійські квіткоколи живуть на узліссях гірських карликових лісів, у високогірних чагарникових заростях та на луках парамо. Віддають перевагу заростям Polylepis, Escallonia і Baccharis. Вони зустрічаються на висоті від 3000 до 3800 м над рівнем моря, в горах Серро-Монтесума в заповіднику Татама на висоті до 2400 м над рівнем моря. Живляться нектаром меластомових і вересових рослин (зокрема, з родів Cavendishia, Psammisia і Thibaudia), а також омелових і епіфітних бромелієвих.

## Збереження
МСОП класифікує стан збереження цього виду як близький до загрозливого. За оцінками дослідників, популяція колумбійських квіткоколів становить від 2800 до 14690 птахів. Їм може загрожувати знищення природного середовища.